# Одеса-Сортувальна
Одеса-Сортувальна — сортувальна залізнична станція Одеського вузла Одеської залізниці на електрифікованій лінії Колосівка — Одеса-Головна між станціями Одеса-Пересип (4 км) та Одеса-Східна (5 км). Розташована у місцевості Лузанівка Пересипського району Одеси, неподалік від Чорного моря. На станції здійснюються вантажні, комерційні та пасажирська роботи. Біля станції розташоване локомотивне депо Одеса-Сортувальна.

## Опис
Одеса-Сортувальна — одна з найбільших станцій у місті Одеса. Станція має сортувальну гірку в північній частині станції на так званому Північному парку. Що цікаво, на сортувальній гірці як локомотив-штовхач використовується пасажирський електровоз ВЛ60. Скрегіт гальмівних пристроїв гірки можна почути навіть на пляжі в Лузанівці. Тут формуються поїзди на чимало напрямків, зокрема, на станцію Одеса-Порт.

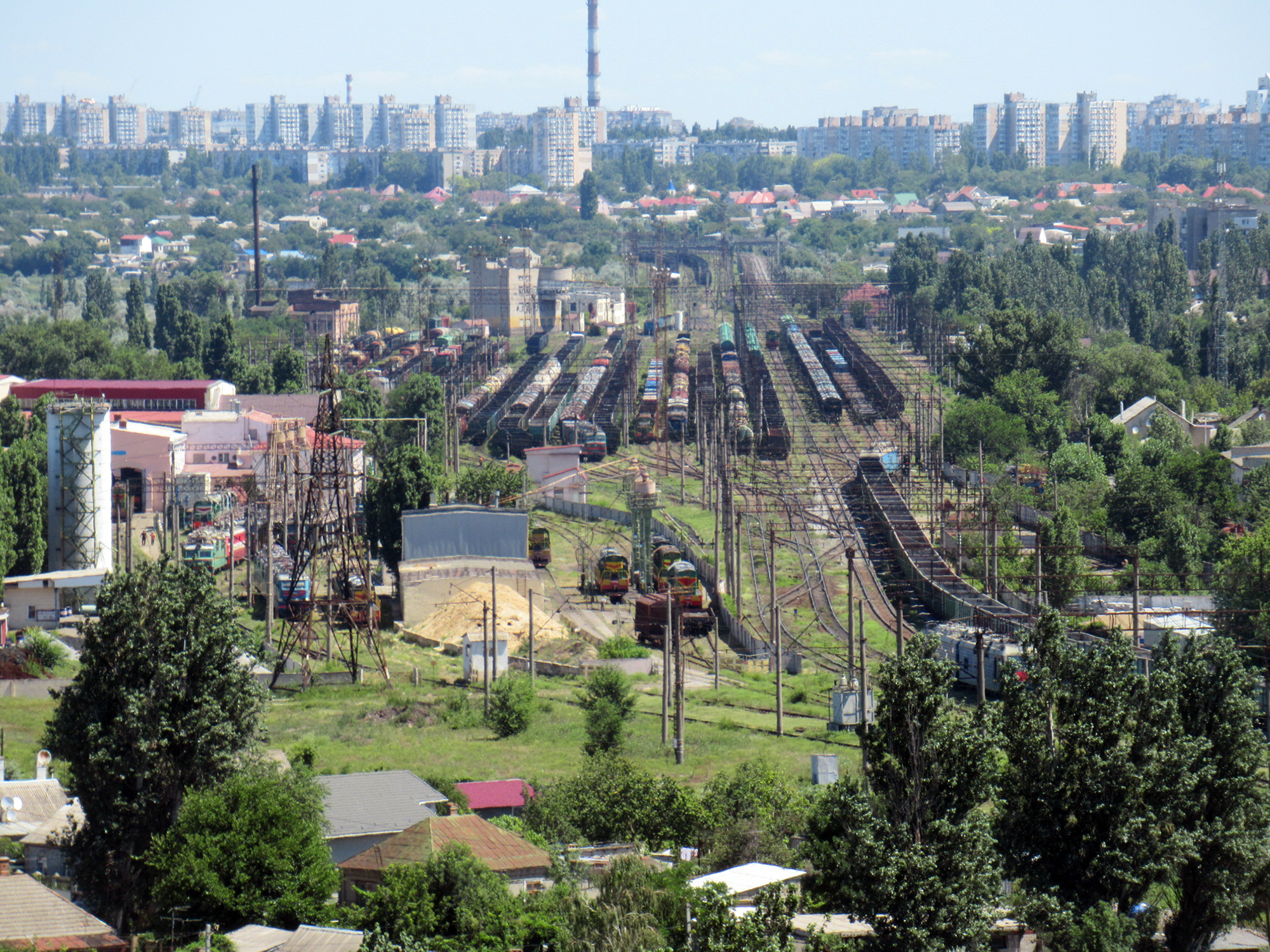
Краєвид на станцію з Жевахової гори

На станції діє три парки: Північний, з якого на гірку насувають поїзди, і Сортирувально-відправний, де формують поїзди. Станційний парк розташований навпроти вокзалу станції. Також у районі станції є велике депо (ТЧ-1) Одеса-Сортувальна, де перебувають маневрові тепловози ЧМЕ3, що обслуговують Одесу і найближчі до неї станції. Також у депо стоїть кілька магістральних локомотивів 2ТЕ116, ВЛ80, 2ЕЛ5, 2ЕС5к і ВЛ60, проводиться обслуговування локомотивів з депо Котовськ та Знам'янка. Також є позиція для пожежного поїзда, що стоїть навпроти депо Одеса-Сортувальна.

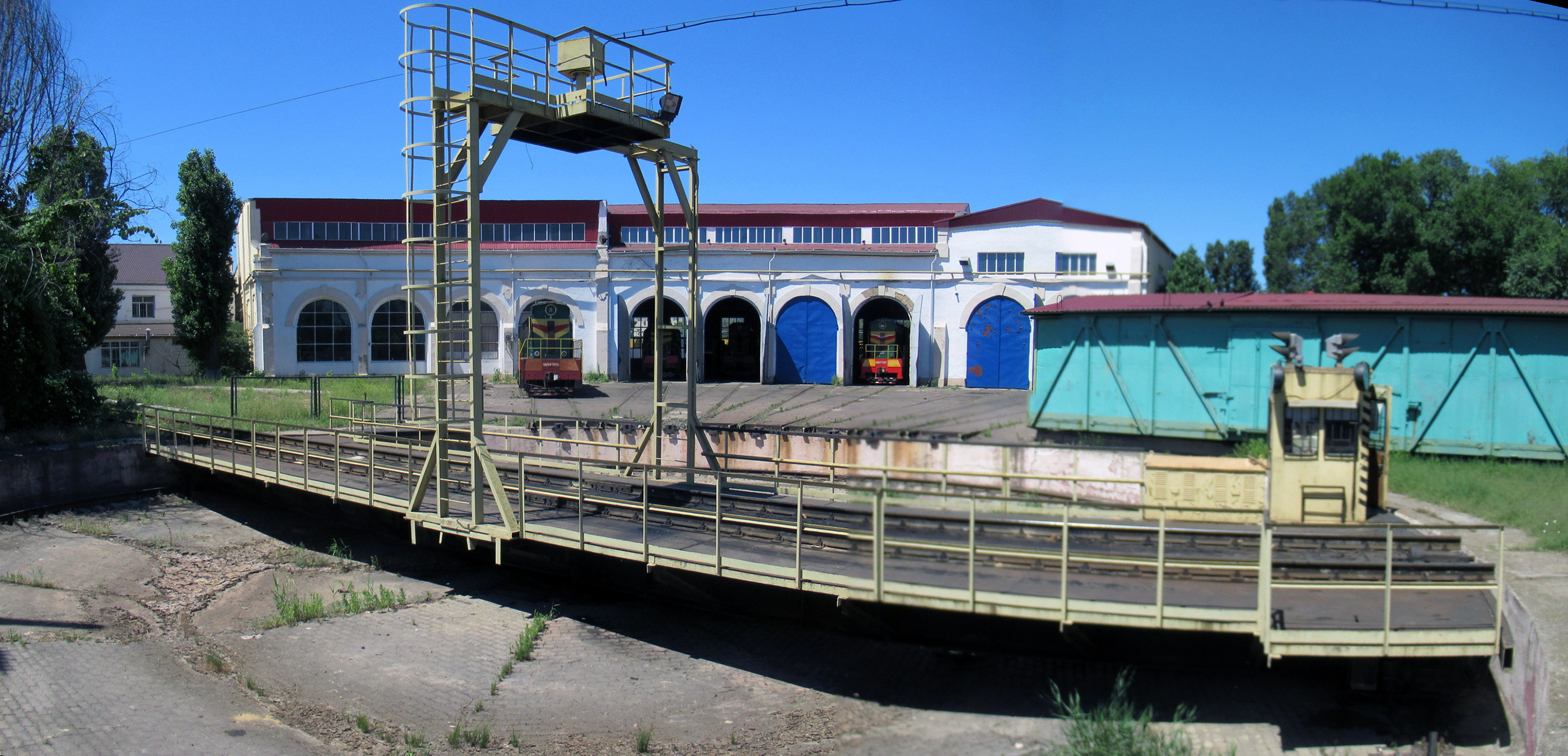
Поворотний круг та віялове депо

На станції є пасажирський вокзал та платформа депо, яка розташована навпроти локомотивного депо «Одеса-Сортувальна». Між цими зупинками електропоїзди їдуть всього близько 300 метрів. Для заїзду на вокзал, електропоїзди з'їжджають з головних колій на першу колію від вокзалу. Це єдиний такий вокзал в Одесі. Має декілька під'їзних колій до підприємств в районі станції, які обслуговують локомотиви ЧМЕ3, а також щонайменше один ЧМЕ2, ймовірно, відомчої приналежності.

## Історія
Станція відкрита 1914 року в складі залізниці Бахмач — Одеса. Первинна будівля вокзалу не збереглась, сучасну будівлю зведено у другій половині ХХ століття. 
У 1971 році станцію електрифіковано змінним струмом (~25 кВ) в складі дільниці Колосівка — Одеса-Сортувальна.

## Пасажирське сполучення
На станції зупиняються лише приміські електропоїзди Колосівського напрямку.